# Hugh Percy, 10. Duke of Northumberland

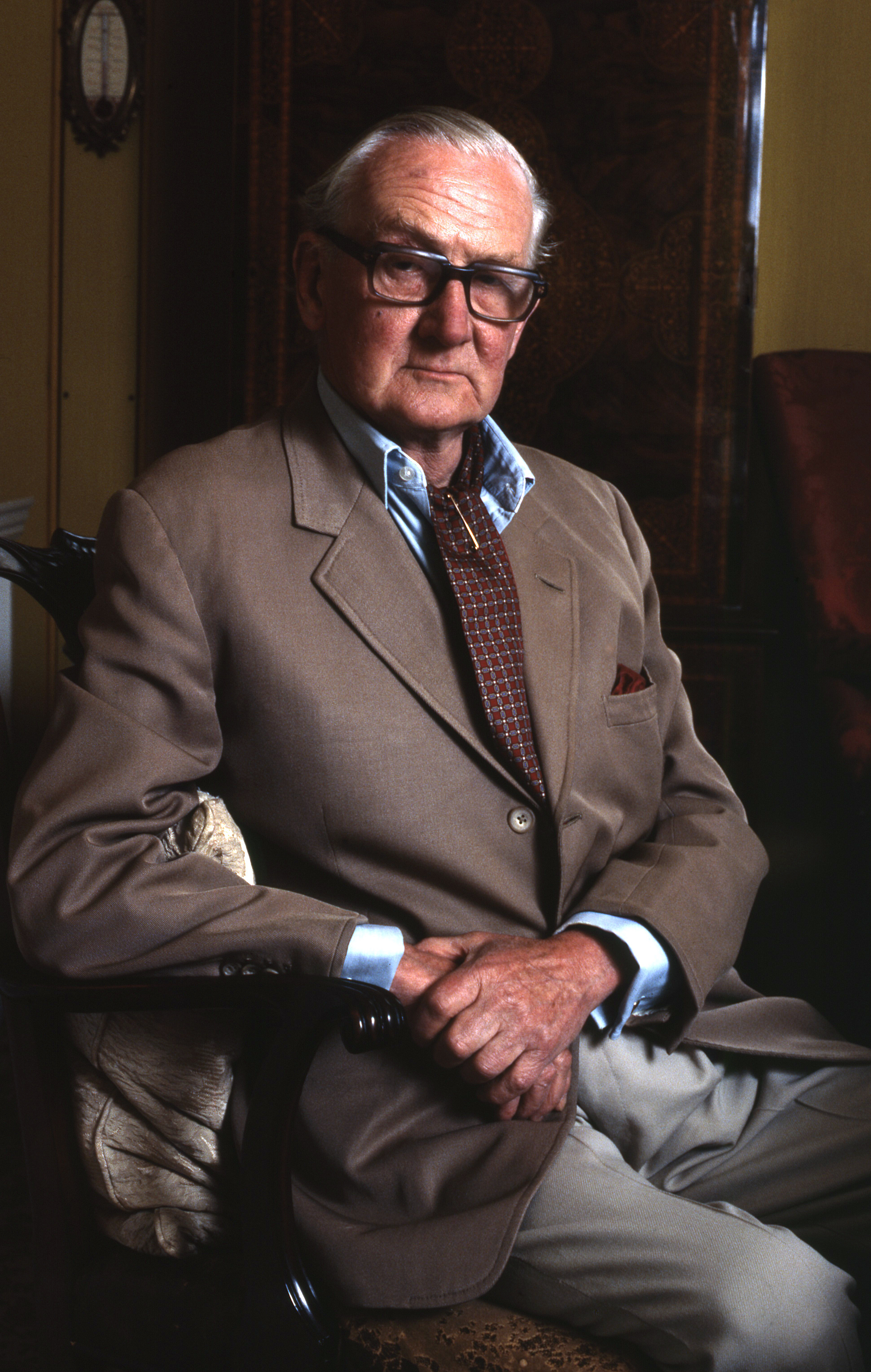
Hugh Percy, 10. Duke of Northumberland, 1980

Hugh Algernon Percy, 10. Duke of Northumberland KG GCVO KStJ PC TD FRS (* 6. April 1914; † 11. Oktober 1988) war ein britischer Peer, Politiker und Hofbeamter.

## Familiäres Umfeld
Er entstammte dem Adelsgeschlecht Percy und war der zweite Sohn des Alan Percy, 8. Duke of Northumberland (1880–1930) und der Lady Helen Gordon-Lennox († 1965), Tochter des Charles Gordon-Lennox, 7. Duke of Richmond.
Er beerbte seinen 1940 gefallenen, kinderlosen älteren Bruder Henry Percy, 9. Duke of Northumberland und wurde so der 10. Duke of Northumberland. Zusammen mit dem Dukedom erbte er die diesem nachgeordneten Titel 11. Earl of Northumberland (1749), 10. Earl Percy (1776), 7. Earl of Beverley (1790), 11. Baron Warkworth (1749), 7. Baron Lovaine (1784), Baron Alnwick (1784) und 13. Baronet, of Stanwick (1660). 1957 erbte er von seinem entfernten Verwandten James Stewart-Murray, 9. Duke of Atholl auch den Titel 9. Baron Percy (1722).
Er war seit 1946 verheiratet mit Lady Elizabeth Diana Montagu-Douglas-Scott, Tochter des Walter Montagu-Douglas-Scott, 8. Duke of Buccleuch, mit der er drei Söhne und vier Töchter hat:
- Lady Caroline Mary Percy (* 1947);
- Lady Victoria Lucy Diana Percy (* 1949);
- Lady Julia Helen Percy (* 1950);
- Henry Alan Walter Richard Percy, 11. Duke of Northumberland (1953–1995);
- Ralph George Algernon Percy, 12. Duke of Northumberland (* 1956);
- Lady Louise Percy (1962–1962);
- Lord James William Eustace Percy (* 1965).

Als er 1988 starb, erbte sein ältester Sohn Henry seine Adelstitel.

## Erziehung und berufliche Laufbahn
Er besuchte das Eton College und studierte danach am Christ Church College der Universität Oxford. Im Anschluss daran trat er in das Militär ein und wurde 1936 Lieutenant bei den Northumberland Hussars. Nach Ausbruch des Zweiten Weltkrieges wechselte er zur Artillerie und wurde 1941 zum Captain der Royal Artillery befördert. Nach Kriegsende verließ er die Artillerie-Einheit und wurde wieder als Captain zu den Northumberland Hussars versetzt (Reserveoffizier). 1948 wurde er zum Honorary Colonel des 7. Bataillon der Royal Northumberland Fusiliers ernannt.
Seit dem Tod seines Bruders 1940 war er als Duke Mitglied des House of Lords. Als Mitglied des House of Lords übernahm er kurzfristig, von Mai bis Juli 1945, das Regierungsamt eines Lord-in-Waiting, das er wegen des Regierungswechsels von den Konservativen zur Labour Party wieder verlor. Nach dem Krieg befasste er sich hauptsächlich mit der Verwaltung seiner rund 40.000 ha großen Güter, war aber auch in zahlreichen lokalen Organisationen tätig, meistens als Chairman oder President, so z. B. seit 1950 bei der British Horse Society, der North of England Shipowner's Association von 1952 bis 1978, dem Border Forest Park Committee von 1956 bis 1978. Von 1964 bis zu seinem Tod 1988 war er auch Kanzler der Universität Newcastle.
Von 1956 bis 1984 hatte er das Amt des Lord Lieutenant von Northumberland inne und fungierte mehrfach als Friedensrichter für Northumberland. 1959 wurde er als Knight Companion in den Hosenbandorden aufgenommen und 1961 mit der Territorial Decoration ausgezeichnet. 1973 wurde er in den Privy Council berufen und ihm das Hofamt des Lord Steward of the Household übertragen, das er bis zu seinem Ableben bekleidete. 1981 wurde er zum Knight Grand Cross des Royal Victorian Order geschlagen.